# 1921년 전조선축구대회 (평양기독교청년회)
1921년 전조선축구대회는 평양기독교청년회 전조선축구대회의 1921년 시즌 축구 대회이다. 1921년 5월 19일부터 5월 21일까지 진행되었고, 사회부와 학생부로 나뉘어 진행되었다.

## 축구단
| 부문   | 축구단                      | 도시 | 첫 참가 | 횟수 | 비고 |
| ------ | --------------------------- | ---- | ------- | ---- | ---- |
| 사회부 | 광성 축구단                 | 평양 | 1921    | 1    |      |
| 사회부 | 기성구락부 축구단           | 평양 | 1921    | 1    |      |
| 사회부 | 무오 축구단                 | 평양 | 1921    | 1    |      |
| 사회부 | 반도청년구락부 축구단       | 경성 | 1921    | 1    |      |
| 사회부 | 서울청년회 축구단           | 경성 | 1921    | 1    |      |
| 사회부 | 전숭실 축구단               | 평양 | 1921    | 1    |      |
| 사회부 | 조선불교청년회 축구단       | 경성 | 1921    | 1    |      |
| 사회부 | 천도교청년회 축구단         | 경성 | 1921    | 1    |      |
|        |                             |      |         |      |      |
| 학생부 | 경신학교 축구단             | 경성 | 1921    | 1    |      |
| 학생부 | 광성고등보통학교 축구단     | 평양 | 1921    | 1    |      |
| 학생부 | 숭덕학교 축구단             | 평양 | 1921    | 1    |      |
| 학생부 | 숭실학교 축구단             | 평양 | 1921    | 1    |      |
| 학생부 | 신성학교 축구단             | 선천 | 1921    | 1    |      |
| 학생부 | 평양관립고등보통학교 축구단 | 평양 | 1921    | 1    |      |
| 학생부 | 휘문고등보통학교 축구단     | 경성 | 1921    | 1    |      |

## 사회부
|  | 8강                   | 8강                   |                     |      | 준결승 | 준결승 |  |  | 결승 | 결승 |
|  |                       |                       |                     |      |        |        |  |  |      |      |
|  | 5월 20일 - 평양       |                       |                     |      |        |        |  |  |      |      |
|  |                       |                       |                     |      |        |        |  |  |      |      |
|  | 천도교청년회 축구단   | A                     |                     |      |        |        |  |  |      |      |
|  | 천도교청년회 축구단   | A                     | 5월 20일 - 평양     |      |        |        |  |  |      |      |
|  | 조선불교청년회 축구단 |                       |                     |      |        |        |  |  |      |      |
|  | 천도교청년회 축구단   | 승                    |                     |      |        |        |  |  |      |      |
|  | 천도교청년회 축구단   | 승                    | 5월 20일 - 평양     |      |        |        |  |  |      |      |
|  |                       | 전숭실 축구단         | 패                  |      |        |        |  |  |      |      |
|  | 기성구락부 축구단     | 전숭실 축구단         | 패                  |      |        |        |  |  |      |      |
|  |                       |                       | 5월 21일 - 평양     |      |        |        |  |  |      |      |
|  | 전숭실 축구단         | A                     |                     |      |        |        |  |  |      |      |
|  | 전숭실 축구단         | A                     | 천도교청년회 축구단 | 기권 |        |        |  |  |      |      |
|  | 5월 20일 - 평양       |                       | 천도교청년회 축구단 | 기권 |        |        |  |  |      |      |
|  |                       | 무오 축구단           |                     |      |        |        |  |  |      |      |
|  | 무오 축구단           | A                     |                     |      |        |        |  |  |      |      |
|  | 무오 축구단           | A                     | 5월 20일 - 평양     |      |        |        |  |  |      |      |
|  | 서울청년회 축구단     |                       |                     |      |        |        |  |  |      |      |
|  | 무오 축구단           | A                     |                     |      |        |        |  |  |      |      |
|  | 무오 축구단           | A                     | 5월 20일 - 평양     |      |        |        |  |  |      |      |
|  |                       | 반도청년구락부 축구단 |                     |      |        |        |  |  |      |      |
|  | 광성 축구단           | 패                    |                     |      |        |        |  |  |      |      |
|  | 광성 축구단           | 패                    |                     |      |        |        |  |  |      |      |
|  | 반도청년구락부 축구단 | 승                    |                     |      |        |        |  |  |      |      |
|  | 반도청년구락부 축구단 | 승                    |                     |      |        |        |  |  |      |      |

사회부에서는 광성 축구단, 기성구락부 축구단, 무오 축구단, 반도청년구락부 축구단, 서울청년회 축구단, 전숭실 축구단, 조선불교청년회 축구단, 천도교청년회 축구단 등 8개 선수단이 참가했다. 사회부 경기는 숭실대학 운동장에서 1921년 5월 20일부터 5월 21일까지 진행되었다. 1921년 5월 20일 8시부터 시작된 천도교청년회 축구단과 조선불교청년회 축구단의 8강 경기는 무승부가 되어 경기 기록 점수로 천도교청년회 축구단이 다음 라운드로 진출했다. 기성구락부 축구단과 전숭실 축구단의 8강 경기는 무승부가 되어 경기 기록 점수로 승패를 가리는 과정에서 패널티킥 횟수에 관한 분쟁이 생겨 중단되었다. 무오 축구단과 서울청년회 축구단의 8강 경기에서는 무오 축구단이 3점차로 승리했고, 광성 축구단과 반도청년구락부 축구단의 8강 경기는 반도청년구락부 축구단이 3점차로 승리했다. 같은 날 오후에 중단되었던 기성구락부 축구단과 전숭실 축구단의 8강 경기를 재개하여 비겨 전숭실 축구단이 경기 기록 점수 4점차로 승리했다. 이어 진행된 무오 축구단과 반도청년구락부 축구단의 준결승 경기는 비겨 경기 기록 점수 1점차로 무오 축구단이 결승에 진출했다. 천도교청년회 축구단과 전숭실 축구단의 준결승 경기에서 천도교청년회 축구단이 승리했으나, 경기 직후 전숭실 축구단 측에서 경기 시간이 5분 남았음에도 불구하고 심판이 경기를 끝냈다고 항의하는 사건이 발생하자 천도교청년회 축구단 측에서 불미스러운 일이 생기는 것은 대회에 참가한 본의가 아니라며 기권을 선언했다. 그로 인해 결승 경기는 개최되지 않고 무오 축구단이 대회에서 우승하게 되었다.

## 학생부
|  | 1라운드              | 1라운드              |                  |    | 준결승 | 준결승 |  |  | 결승 | 결승 |
|  |                      |                      |                  |    |        |        |  |  |      |      |
|  | 5월 19일 - 평양      |                      |                  |    |        |        |  |  |      |      |
|  |                      |                      |                  |    |        |        |  |  |      |      |
|  | 광성고등보통학교     |                      |                  |    |        |        |  |  |      |      |
|  | 5월 20일 - 평양      |                      |                  |    |        |        |  |  |      |      |
|  | 숭덕학교             | A                    |                  |    |        |        |  |  |      |      |
|  | 숭덕학교             | A                    | 숭덕학교         |    |        |        |  |  |      |      |
|  |                      |                      |                  |    |        |        |  |  |      |      |
|  |                      |                      |                  |    |        |        |  |  |      |      |
|  |                      |                      |                  |    |        |        |  |  |      |      |
|  |                      |                      | 5월 21일 - 평양  |    |        |        |  |  |      |      |
|  |                      |                      |                  |    |        |        |  |  |      |      |
|  | 숭덕학교             | 패                   |                  |    |        |        |  |  |      |      |
|  | 숭덕학교             | 패                   | 5월 19일 - 평양  |    |        |        |  |  |      |      |
|  |                      | 휘문고등보통학교     | 승               |    |        |        |  |  |      |      |
|  | 휘문고등보통학교     | 휘문고등보통학교     | 승               | 1  |        |        |  |  |      |      |
|  | 휘문고등보통학교     | 5월 20일 - 평양      |                  | 1  |        |        |  |  |      |      |
|  | 숭실학교             | 0                    |                  |    |        |        |  |  |      |      |
|  | 숭실학교             | 0                    | 휘문고등보통학교 | 승 |        |        |  |  |      |      |
|  | 5월 19일 - 평양      |                      | 휘문고등보통학교 | 승 |        |        |  |  |      |      |
|  |                      | 평양관립고등보통학교 | 패               |    |        |        |  |  |      |      |
|  | 평양관립고등보통학교 | 평양관립고등보통학교 | 패               | 승 |        |        |  |  |      |      |
|  | 평양관립고등보통학교 |                      |                  | 승 |        |        |  |  |      |      |
|  | 신성학교             | 패                   |                  |    |        |        |  |  |      |      |
|  | 신성학교             | 패                   |                  |    |        |        |  |  |      |      |

학생부에서는 경신학교 축구단, 광성고등보통학교 축구단, 숭덕학교 축구단, 숭실학교 축구단, 신성학교 축구단, 평양관립고등보통학교 축구단, 휘문고등보통학교 축구단 등 7개 선수단이 참가했다. 숭실대학 운동장에서 1921년 5월 19일 13시부터 시작된 광성고등보통학교 축구단과 숭덕학교 축구단의 1라운드 경기에서 서로 비겨 경기 기록에 따른 점수로 승패를 가려 기록 점수 2:9로 숭덕학교 축구단이 승리했다. 이어서 진행된 휘문고등보통학교 축구단과 숭실학교 축구단의 경기에서는 휘문고등보통학교 축구단이 1:0으로 승리했고, 평양관립고등보통학교 축구단과 신성학교 축구단의 경기는 평양관립고등보통학교 축구단이 승리했다. 1921년 9월 20일에 진행된 준결승 경기에서 휘문고등보통학교 축구단이 평양고등보통학교 축구단을 이기며 결승에 진출했다. 1921년 9월 21일에 진행된 결승 경기에서 휘문고등보통학교 축구단이  숭덕학교 축구단을 이기며 우승을 차지했다.

## 참고 문헌
- 《대한체육회 90년사》. 대한체육회. 2011. 2020년 11월 8일에 원본 문서에서 보존된 문서. 2022년 11월 5일에 확인함.
- 대한체육회 100주년 기념사업부 (2020). 《대한민국 체육 100년》. 대한체육회. 2023년 9월 21일에 원본 문서에서 보존된 문서. 2024년 1월 18일에 확인함.
- 《韓國蹴球百年史(한국축구백년사)》. 대한축구협회. 1986.
- “全朝鮮蹴球大會(전조선축구대회)”. 동아일보. 1921년 5월 2일.
- “全鮮蹴球大會臨迫(전선축구대회임박)”. 동아일보. 1921년 5월 9일.
- “全鮮蹴球大會(전선축구대회)”. 조선일보. 1921년 5월 9일.
- “全鮮蹴球大會(전선축구대회)”. 조선일보. 1921년 5월 11일.
- “全鮮蹴球大會趣旨書(전선축구대회취지서)”. 조선일보. 1921년 5월 11일.
- “全鮮蹴球大會臨迫(전선축구대회임박)”. 조선일보. 1921년 5월 17일.
- “漸迫(점박)하야오는 全鮮蹴球大會(전선축구대회)”. 조선일보. 1921년 5월 17일.
- “全鮮蹴球大會續報(전선축구대회속보)”. 동아일보. 1921년 5월 19일.
- “京城各軍出發(경성각군출발) 평양츅구대회에”. 동아일보. 1921년 5월 19일.
- “平壤韓鳳祥君上京(평양한봉상군상경)”. 동아일보. 1921년 5월 19일.
- “平壤(평양)의 蹴球大會(축구대회)”. 동아일보. 1921년 5월 21일.
- “第二日豫選戰(제이일예선전) 무오기성텬도교 세단톄가익이어”. 동아일보. 1921년 5월 22일.
- “平壤蹴球大會(평양축구대회)의 决勝戰(결승전)”. 동아일보. 1921년 5월 22일.
- “平壤戊午團慰勞宴(평양무오단위로연)”. 동아일보. 1921년 6월 5일.